# Nicky Cruz
Nicky Cruz (ur. 6 grudnia 1938 w San Juan, Portoryko) – bohater książki Nicky Cruz opowiada (obecnie wydawanej jako Uciekaj mały, uciekaj), przywódca najgroźniejszego gangu Nowego Jorku lat pięćdziesiątych XX wieku, gangu Mau Mau.

## Życiorys
Jako nastolatek został wysłany do Nowego Jorku, ponieważ rodzina nie mogła znieść jego buntowniczej natury. Wtedy został przestępcą i uzależnił się od narkotyków. Był przywódcą najpotężniejszego w latach 50. gangu, Mau-Mau. Kilkadziesiąt razy był aresztowany, kilka razy stawał przed sądem.
Mając 19 lat, spotkał pastora Kościoła Zielonoświątkowego – Davida Willkersona, z pomocą którego przeżył nawrócenie.
Został kierownikiem "Teen Challenge" – organizacji zajmującej się pomocą dzieciom i młodzieży niedostosowanej społecznie.
Cruz uczęszczał do Instytutu Biblijnego w La Puente w Kalifornii. Tam poznał swoją żonę – Glorię. Później został kaznodzieją i wrócił do swojej starej dzielnicy, gdzie zaczął głosić Ewangelię i nawracać członków gangu Mau-Mau. Jednym z nich był nowy przywódca gangu, Israel Navarez.
Cruz stworzył program "Nicky Cruz Outreach". Jest to program pomagający nastolatkom w życiowych trudnościach. Obecnie prowadzony jest m.in. w Stanach Zjednoczonych, Ameryce Łacińskiej i Europie. Cruz założył również ośrodek, w którym powadzona jest terapia dla narkomanów.
Nicky Cruz należy do Honorowego Komitetu "Presidential Prayer Team", w skład którego wchodził m.in. Gerald Ford i Jerry Colangelo.
Obecnie Nicky Cruz mieszka w Kolorado i kontynuuje działalność ewangelizacyjną. W latach 80. prowadził ewangelizację m.in. w Polsce.